# Chrono-espèce
Une chrono-espèce est un groupe d'une ou plusieurs espèces dérivées d'un modèle d'évolution qui implique des changements continus et uniformes à partir d'une forme ancestrale disparue. Cette suite de modifications génère une population qui est physiquement, morphologiquement ou génétiquement distincte de ses ancêtres originels. Il n'existe qu'une seule espèce de la lignée à un moment donné : il ne s'agit donc pas d'une évolution divergente, qui produit différentes espèces vivant en même temps à partir d'un ancêtre commun (exemple des pinsons de Darwin). Le terme associé paléo-espèce désigne une espèce éteinte uniquement connue à partir de fossiles.

## Exemples
- L'Urubu noir est la dernière chrono-espèce du genre monospécifique Coragyps.